# Diamant psittaculaire
Erythrura psittacea
Espèce
Statut de conservation UICN

 LC  : Préoccupation mineure
Le Diamant psittaculaire, Diamant à tête rouge ou Pape de Nouméa (Erythrura psittacea) est une petite espèce de passereau de Nouvelle-Calédonie.

## Description
Il mesure 12 cm de longueur, il possède un plumage vert émeraude avec un masque rouge foncé qui commence derrière l'oreille et la joue et se poursuit vers la gorge et la partie haute du jabot. Le masque du mâle passe à 3 mm derrière l'œil alors que, chez la femelle, le masque atteint le derrière de l'œil mais il existe des exceptions. Il a également le croupion et la queue rouge.
Seul le mâle chante.

## Habitat et alimentation
Il vit uniquement en Nouvelle-Calédonie, dans les buissons. Dans sa quête de nourriture, il évite le plus possible les clairières. On les voit occasionnellement sur le sol où ils cherchent des graines tombées mais leur nourriture principale consiste surtout en graines d'herbes.

## Mode de vie
Ils vivent en bande de plusieurs individus.

## Reproduction
Il n'y a pas de période de reproduction ; on voit des jeunes toute l'année.

## Variété domestique
Seul un individu de variété bleue, issu d'élevage, est considéré comme étant un animal domestique en droit français. Les autres formes de cet oiseau relèvent donc de la législation concernant les animaux sauvages.